# Cabo de St. Alban
El cabo de San Alban (en inglés: St. Alban's Head; corrupción de St. Aldhelms Head) se encuentra cinco kilómetros al suroeste de Swanage, en la costa de Dorset, Inglaterra (Reino Unido). 
El cabo es un afloramiento de Portland Stone del subyacente Lower Purbeck Stone. El cabo es la parte más meridional de la península de Purbeck y ha sido intensamente explotado como cantera - una cantera de acantilado marino desaparecida existe por debajo de la estación de guarda costa y una que aún se explota, llamada "Cantera de san Aldhelms" (St Aldhelms Quarry) propiedad de Haysom e Hijos existe un cuarto de milla tierra adentro.
La costa desde el cabo de St. Alban a Durlston Head, con la isla de Portland a los acantilados Studland, forma una sola unidad de litoral acantilado de unos cuarenta kilómetros de longitud. Están formados por calizas duras, con tiza en el extremo oriental, entremezclado con secciones desplomadas de suave acantilado de arena y arcillas.
La zona está calificada como Zona de Especial Conservación bajo la Directiva de Hábitats de la Unión Europea.
El la inclinada orilla del cabo hay un monumento al desarrollo del radar durante la Segunda Guerra Mundial, por el Telecommunications Research Establishment en la cercana Worth Matravers de la RAF. Hay también una estación de guardacosta, hoy mantenida por la National Coastwatch Institution (que no debe confundirse con HM Coastguard), sólidamente construidos cottages de anteriores guardacostas y una capilla normanda dedicada a san Aldhelm, obispo de Sherborne.
La costa jurásica se extiende a lo largo de una distancia de 153 km, desde la punta Orcombe cerca de Exmouth, en el oeste, a Old Harry Rocks en la isla de Purbeck, en el este. Las exposiciones costeras a lo largo del litoral proporcionan una secuencia continua de formaciones rocosas triásicas, jurásicas y cretácicas abarcando aproximadamente 185 millones de años de la historia de la Tierra. Las localidades a lo largo de la costa jurásica incluye una gran gama de importantes zonas fósiles.